# Kevin Buckler

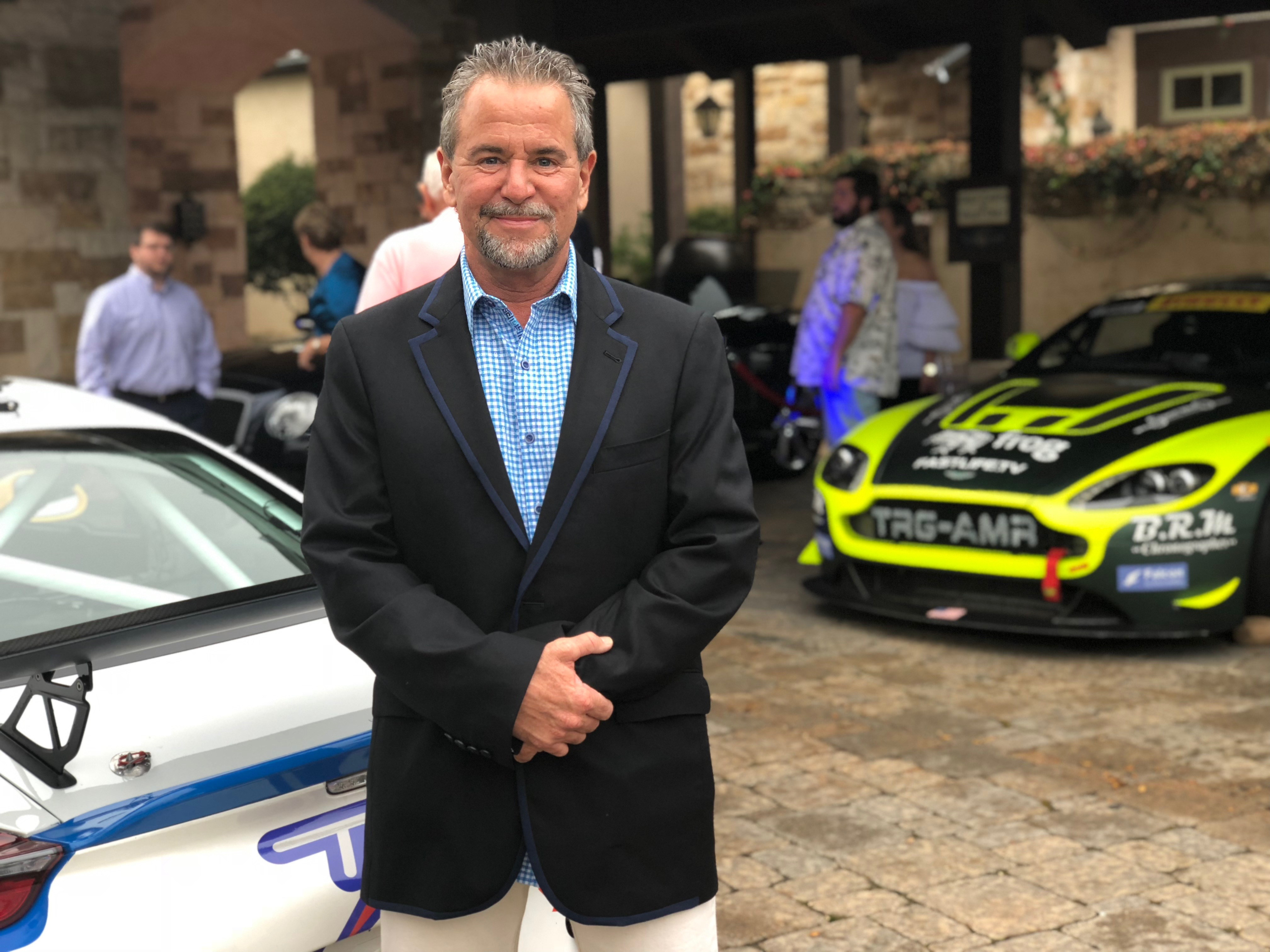
Kevin Buckler 2018

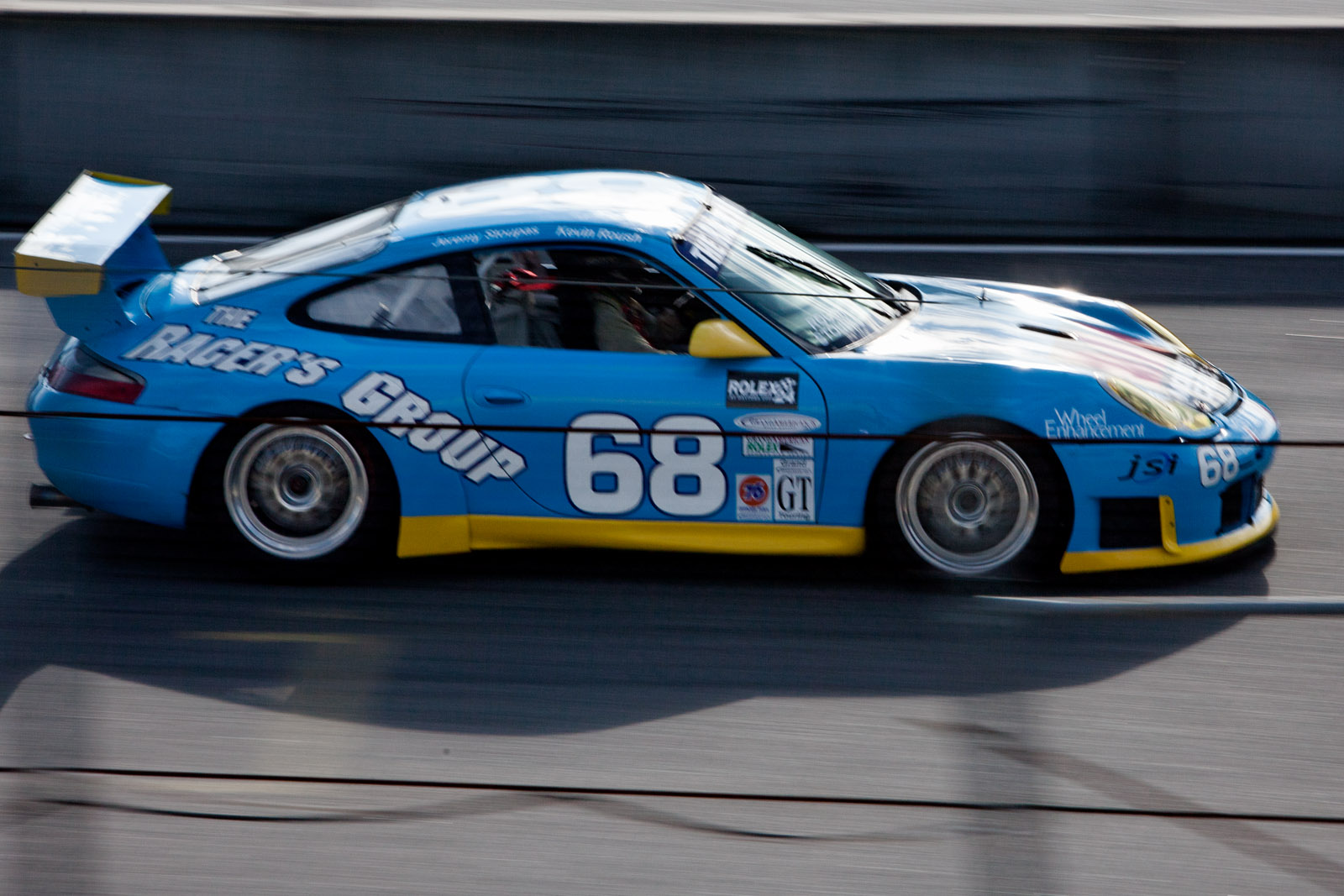
The Racer’s Group Porsche 996 GT3 Cup 2011

Kevin Alan Buckler (* 9. Februar 1959 in Coral Gables) ist ein ehemaliger US-amerikanischer Autorennfahrer, Rennstallbesitzer und Winzer.

## Winzer
Kevin Buckler ist Gründer und Eigentümer von Adobe Road Winery, einem Weingut in Sonoma im Süden Kaliforniens. Dort werden hochwertige Rot- und Weißweine – unter anderem Cabernet Franc, Cabernet Sauvignon und Sauvignon Blanc – vinifiziert.

## Karriere im Motorsport
Kevin Buckler betreibt mit The Racer’s Group einen eigenen Rennstall, der 1992 gegründet wurde. Das Team war und ist in unterschiedlichen Sportwagenserien wie der American Le Mans Series und der IMSA WeatherTech SportsCar Championship aktiv. Außerdem war das Team bis 2012 mit Fahrzeugen in der NASCAR gemeldet.
Als Fahrer begann er seine Karriere Ende der 1980er-Jahre bei nationalen GT-Rennen in den Vereinigten Staaten. Erste Erfolge feierte er 1995 in der IMSA-GT-Serie 1995, wo er auf einem Porsche 911 das 1-Stunden-Rennen von Sears Point gewinnen konnte. Es war der erste von zwei Gesamtsiegen die Buckler in seiner Karriere einfahren konnte. Sein zweiter Sieg war sein größter Erfolg als Fahrer im internationalen Motorsport. Gemeinsam mit Michael Schrom, Timo Bernhard und Jörg Bergmeister gewann er auf einem Porsche 911 GT3-RS 2003 das 24-Stunden-Rennen von Daytona.
2002 wurde er Gesamtzweiter in der GT-Klasse der American Le Mans Series und im selben Jahr die GT-Klasse des 24-Stunden-Rennens von Le Mans. Buckler konnte in seiner Karriere sechs Klassensiege feiern und beendete diese nach dem Ablauf der Saison 2011.

## Statistik

### Le-Mans-Ergebnisse
| Jahr | Team              | Fahrzeug           | Teamkollege   | Teamkollege      | Platzierung             | Ausfallgrund |
| ---- | ----------------- | ------------------ | ------------- | ---------------- | ----------------------- | ------------ |
| 2002 | The Racer’s Group | Porsche 996 GT3 RS | Timo Bernhard | Lucas Luhr       | Rang 16 und Klassensieg |              |
| 2003 | The Racer’s Group | Porsche 996 GT3 RS | Timo Bernhard | Jörg Bergmeister | Rang 20                 |              |

### Sebring-Ergebnisse
| Jahr | Team              | Fahrzeug                | Teamkollege    | Teamkollege     | Platzierung | Ausfallgrund    |
| ---- | ----------------- | ----------------------- | -------------- | --------------- | ----------- | --------------- |
| 1996 | Philip Collin     | Porsche 911             | Philip Collin  | Joe Cogbill     | Ausfall     | Motorschaden    |
| 1997 | The Racers Group  | Porsche 911             | Randy Pobst    | Stephen Earle   | Rang 20     |                 |
| 1998 | The Racers Group  | Porsche 911 Carrera RSR | Philip Collin  | Stephen Earle   | Ausfall     | Getriebeschaden |
| 2000 | The Racers Group  | Porsche 911 GT3-R       | Robert Nagel   | Mike Fitzgerald | Rang 19     |                 |
| 2001 | The Racers Group  | Porsche 911 GT3-RS      | Tom McGlynn    | Stephen Earle   | Ausfall     | Wagenbrand      |
| 2002 | The Racers Group  | Porsche 911 GT3-RS      | Michael Schrom | Darren Law      | Ausfall     | Unfall          |
| 2003 | The Racer’s Group | Porsche 911 GT3-RS      | Eliseo Salazar | Jim Pace        | Rang 21     |                 |
| 2005 | TRG               | Porsche 996 GT3-RSR     | Pierre Ehret   |                 | Ausfall     | Motorschaden    |